# Département de San Carlos (Salta)
Pour les articles homonymes, voir Département de San Carlos.
Le département de San Carlos est une subdivision de la province de Salta, en Argentine. Son chef-lieu est la ville de San Carlos.
La superficie du département est de 5 125 km2. Au recensement de 2001 le département comptait 7 208 habitant, ce qui correspondait à une densité de 1,4 hab./km2.
Selon les estimations de 2005, il avait 7 559 habitants.

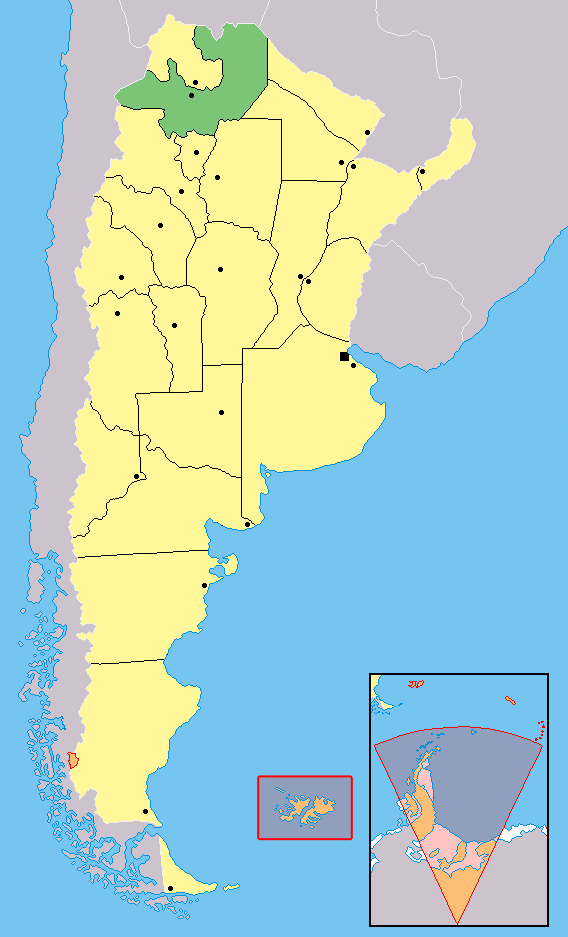
Localisation de la province de Salta en Argentine

## Villes et localités
- Animaná
- San Carlos, chef-lieu